# Maria Beatrice d'Este
Maria Beatrice Ricciarda d'Este, född 7 april 1750 i Modena, Hertigdömet Modena och Reggio, död 14 november 1829 i Wien, Österrike, var regerande hertiginna av Massa och Carrara mellan 1790 och 1797, och mellan 1816 och 1829.

## Biografi

### Tidigt liv
Maria Beatrice Ricciarda var dotter till hertig Herkules III av Este av Modena och Reggio och hertiginnan Maria Teresa Cybo-Malaspina av Carrara och Massa. Eftersom föräldrarna levde separerade och inte ville producera fler barn, blev det tidigt klart att hon skulle bli deras enda barn och arvtagare. Som sådan var hon värdefull på äktenskapsmarknaden, särskilt som faderns två hertigdömen, till skillnad från moderns, inte hade kvinnlig arvsföljd, vilket innebar att hon skulle ärva moderns riken Massa och Carrara, medan den man hon gifte sig med skulle ärva faderns riken Modena och Reggio.

### Äktenskap
Maria Teresia av Österrike arrangerade ett äktenskap mellan henne och sin fjärde son, Ferdinand av Österrike-Este (I), för att utöka Österrikes inflytande i Italien och placera en medlem av sin familj på Modenas tron. Förlovningen proklamerades 1754, vigsel genom ombud inträffade 1763, och en direkt vigsel skedde i Milano 1771. Äktenskapet beskrivs som lyckligt. Hennes make var från bröllopet fram till hennes fars död sin mors guvernör i österrikiska Milano, och paret delade sin tid mellan sitt eget hov i Milano och hennes fars hov i Modena.

### Regent
Vid sin mors död 1790 blev Maria Beatrice regent i Hertigdömet Massa och Carrara. 
År 1796 erövrades den norra Italienska halvön av Napoleon I och Hertigdömet Milano och Hertigdömet Modena och Reggio inkorporerades i den Cisalpinska republiken. Maria Beatrice och hennes familj flydde då till Österrike, där de bosatte sig i Wien. Hon lät uppföra Palais Modena som sitt residens i Wien 1806. Hennes dotter Marie Ludovika blev kejsarinna då hon gifte sig med hennes makes brorson kejsaren 1808. 
Maria Beatrice återfick sitt morsarv Hertigdömet Massa och Carrara efter Wienkongressen 1815. Hon överlät dock styrelsen åt administratörer. Vid hennes fars död ärvdes Hertigdömet Modena och Reggio av hennes son.
Efter hennes död inkorporerades Hertigdömet Massa och Carrara under Modena och Reggio.

## Barn
- Maria Teresa (1773-1832), gift med Viktor Emanuel I av Sardinien
- Maria Leopoldina av Österrike-Este (1776-1848), gift med Karl Teodor av Bayern
- Frans IV av Modena (1779-1846)
- Ärkehertig Ferdinand Karl Josef av Österrike-Este (1781-1850), österrikisk överbefälhavare under Napoleonkrigen.
- Ärkehertig Maximilian Josef av Österrike-Este (1782-1863), stormästare av Tyska orden.
- Ärkehertig Karl av Österrike-Este (1785-1809), ärkebiskop av Esztergom.
- Marie Ludovika (1787-1816), gift med sin kusin, kejsare Frans I av Österrike